# Технический университет Йылдыз
Технический университет Йылдыз (тур. Yıldız Teknik Üniversitesi, YTU, часто просто Йылдыз) — турецкий технический университет, специализирующийся на инженерных науках и являющийся одним из самых известных образовательных учреждений в Стамбуле. Центральный кампус находится в районе Бешикташ; новый кампус Давутпаша находится в районе Esenler. Университет состоит из десяти факультетов, трёх профессиональных училищ и двух институтов. При техническом университете также функционирует технопарк, предлагающий начинающим турецким предпринимателям «подходящие условия» для реализации их идей.

## История
История технического университета Йылдыз началась более ста лет назад, в 1911 году. Он был основан как тур. Kondüktör Mekteb-i Âlisi («Высшая школа проводников») с целью ответить на спрос секции общественных работ муниципалитетов в «научных сотрудниках» (ранее известных в Турции как «проводники», а сегодня — как «технический персонал») . Школа была создана по подобию и учебному плану «École de Conducteur» и была тесно связана с Министерством общественных работ страны. В 1922 году название школы было изменено на тур. Nafia Fen Mektebi («Школа общественных работ»), а четыре года спустя, в 1926, продолжительность обучения была увеличена до двух с половиной лет — а затем и до трёх лет (в 1931 году).
После увеличения как числа общественных объектов, так и требований к различным техническим услугам, оказываемым государством, было принято решение о закрытии Nafia Fen Mektebi и создании на её базе специальной технической школы, способной обеспечить Турцию рабочей силой, способной закрыть имевшийся разрыв между техническими специалистами и профессиональными инженерами. Новая школа предоставила своим студентам двухгодичную программу (для технических специалистов) и четырехлетнюю программу (для будущих инженеров). Здания для неё были предоставлены государством в пристройках дворца Йылдыз — эти корпуса используются до сих пор.
В самый ранний период школа состояла из двух факультетов: гражданского и механического — которые обучали студентов на технические и инженерные специальности. Начиная с 1942—1943 годов в состав департамента машиностроения были добавлены электротехнический и архитектурный отделы. В 1969 году школа была реорганизована уже как автономное высшее учебное заведение и научно-исследовательский институт. С принятием властями страны закона, закрывавшего специальные профессиональные школы в 1971 году, инженерные школы стали связаны со Стамбульской государственной инженерно-архитектурной академией.

## История кампусов
Современный университет Йылдыз был образован в результате слияния Стамбульской государственной инженерно-архитектурной академии, а также связанных с ней инженерных факультетов, и аналогичных факультетов Коджаэльской государственной инженерно-архитектурной академии. Кроме того, в состав нового ВУЗа вошла и Коджаэльская профессиональная школа. Новый университет состоял из научного института, институт социальных наук и ряда факультетов: научно-литературного и инженерного, иностранных языков, турецкого языка, принципов Ататюрка и истории революции, физического воспитания и изобразительного искусства.
Окончательно, современное название университета было присвоено в 1992 году — ВУЗ стал называться «Технический университет Йылдыз». При этом, инженерный факультет был реструктуризован и разделен на четыре факультета: факультет электроэлектроники, факультет строительства, механический и химико-металлургический факультет, а также — факультет экономики и административных наук. Кроме того инженерный факультет в Коджаэли и профессиональная школа в Коджаэли были отделены от нового университета, чтобы после реорганизации создать новый университет — Университет Коджаэли.

## Структура университета

### Факультеты
- Факультет электроники
- Факультет литературы и национальной культуры
- Факультет искусств и дизайна
- Педагогический факультет
- Факультет экономических и административных наук
- Факультет гражданского строительства
- Факультет химической и металлургической техники
- Факультет машиностроения
- Морской факультет
- Факультет архитектуры

### Институты и школы
- Институт науки и техники
- Институт социальных наук
- Школа профессионального обучения
- Школа иностранных языков

## Связи
Технический университет Йылдыз является членом Ассоциации университетов Кавказа.

## Технопарк
При техническом университете Йылдыз функционирует технопарк, носящий название тур. Yıldız Technical University's Teknokent (Techno Park), возглавляемый Месутом Гюнером. Парк предлагаем начинающим турецких предпринимателей «подходящие условия» для того, чтобы они могли реализовывать и развивать свои идеи. Молодые предприниматели могут работать над своими проектами бесплатно, имея высокоскоростной доступ в Интернет и необходимую техническую инфраструктуру. Ряд стартапов, начавшихся в стамбульском технопарке университета Йылдыз, уже нашли своё практическое применение как в Турции, так и в мире в целом.